# Jurij Malenčenko
Jurij Ivanovič Malenčenko (rusky Юрий Иванович Маленченко, * 22. prosince 1961 Světlovodsk, Kirovogradská oblast Ukrajinská SSR) byl původně vojenský letec, od října 1987 do července 2009 a znovu od února 2010 do září 2016 sovětský, po rozpadu Sovětského svazu ruský kosmonaut, člen oddílu kosmonautů Střediska přípravy kosmonautů J. A. Gagarina. Absolvoval šest letů do vesmíru. Jeden na stanici Mir a pět na Mezinárodní vesmírnou stanici (ISS). Po svém šestém letu se jeho bilance zastavila na počtu 827 dní strávených v kosmu, což je druhá nejvyšší hodnota. Během kosmických letů uskutečnil šest výstupů do vesmíru o celkové délce 34 hodin a 54 minut.
Malenčenko je také první člověk, který měl svatbu ve vesmíru. Proběhla 10. srpna 2003, když byla jeho manželka v Johnsonovu vesmírném středisku v Texasu, zatímco on v ISS přelétal ve výšce 386 km území Nového Zélandu.

## Život

### Mládí
Jurij Malenčenko je ukrajinské národnosti, narodil se ve Světlovodsku, městě v Kirovogradské oblasti Ukrajinské SSR. Po ukončení střední školy vystudoval Charkovskou vojenskou vysokou leteckou školu, poté od roku 1983 sloužil v sovětském vojenském letectvu ve 119. stíhací letecké divizi dislokované v Tiraspolu v Moldávii.

### Kosmonaut
V polovině osmdesátých let byl vybrán mezi kandidáty na kosmonauta, prošel nezbytnými lékařskými prohlídkami a 26. března 1987 byl státní meziresortní komisí doporučen ke kosmonautickému výcviku. Dne 6. října 1987 byl rozkazem hlavního velitele letectva zařazen do oddílu kosmonautů Střediska přípravy kosmonautů J. A. Gagarina (CPK). Absolvoval dvouletou všeobecnou kosmickou přípravu a 21. července 1989 mu byla přiznána kvalifikace „zkušební kosmonaut“. Od dubna 1991 se připravoval na let na Mir.
Byl zařazen do skupiny připravující se na let na orbitální stanici Mir. Od ledna 1993 se připravoval jako velitel rezervní (tedy třetí) posádky Expedice 14 (EO-14), s Gennadijem Strekalovem. Od srpna 1993 byl jmenován velitelem záložní (tedy druhé) posádky Expedice 15 (EO-15), s Talgatem Musabajevem a Germanem Arzamasovem. V lednu 1994 byl určen velitelem hlavní posádky Expedice 16 (EO-16).
Sojuz TM-19 s posádkou Malenčenko, Musabajev, Jurij Baturin odstartoval z Bajkonuru 1. července 1994. Členové nové základní posádky převzali stanici od stávajícího osazenstva (EO-15), které 9. července odletělo domů. Malenčenko s Musabajevem zůstali na stanici do listopadu téhož roku, věnovali se údržbě stanice a vědecké práci, dvakrát vystoupili do vesmíru, výstupy trvaly 5 hodin a 6 minut a 6 hodin a 1 minutu. Předali stanici 17. základní posádce (EO-17, Viktor Afanasjev, Jurij Usačov) a 4. listopadu 1994 přistáli na Zemi po 125 dnech 22 hodinách a 54 minutách pobytu ve vesmíru.

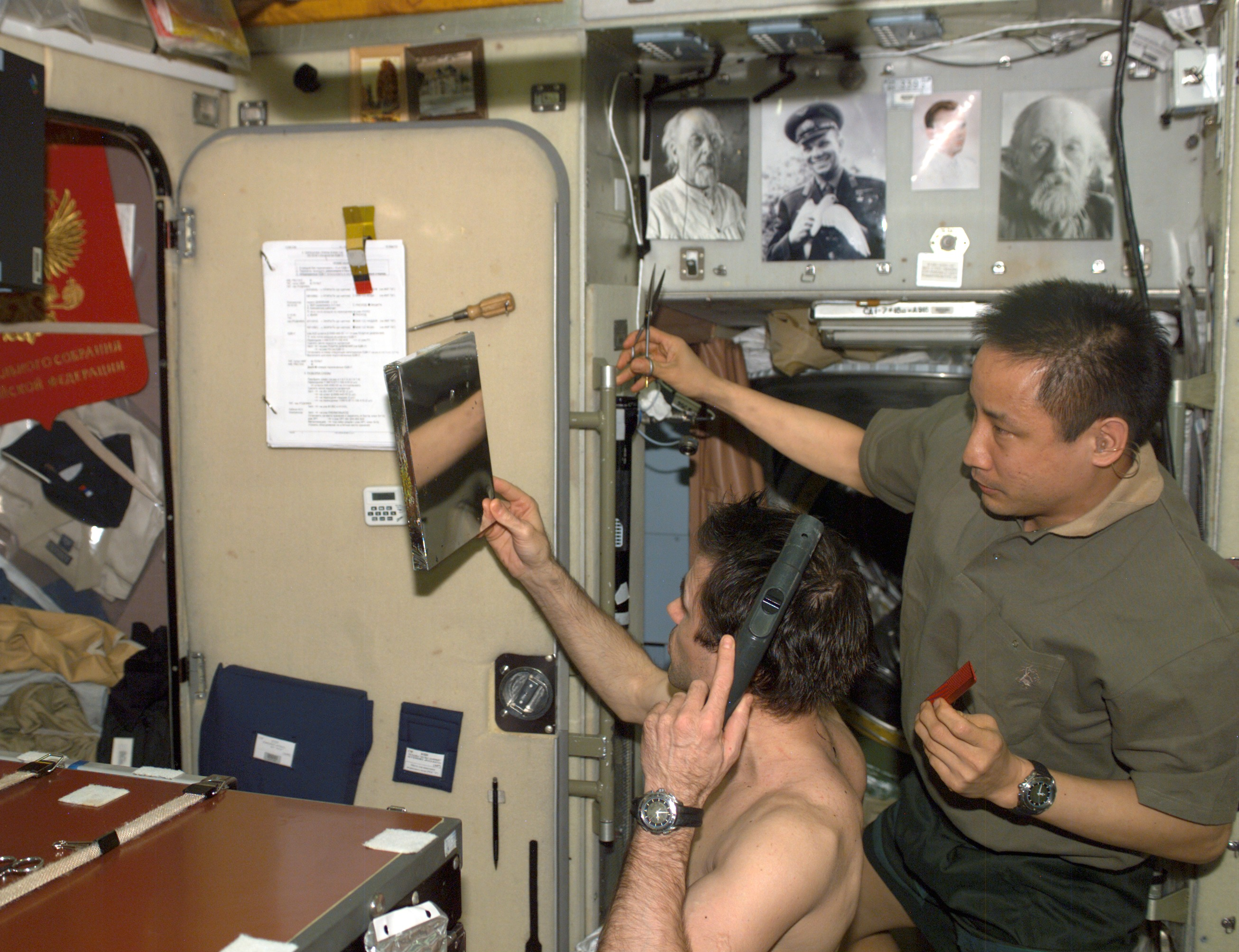
Edward Lu (vpravo), kolega z Expedice 7, stříhá Malenčenkovi vlasy v modulu Zvezda Mezinárodní vesmírné stanice, 12. srpna 2003

Od srpna 1996 do konce roku byl koordinátorem Střediska přípravy kosmonautů v USA. Roku 1997 byl zařazen do skupiny pro lety na ISS. V srpnu 1998 byl zařazen do posádky letu STS-106.
Podruhé odstartoval Malenčenko do vesmíru na palubě raketoplánu Atlantis 8. září 2000. Cílem mise STS-106 byla doprava zásob na ISS a příprava stanice na trvalé osídlení. Během letu na 6 hodin a 14 minut vystoupil do vesmíru. Atlantis přistál 20. září 2000 po 11 dnech a 19 hodinách letu.
Od ledna 2001 se jako velitel Expedice 7 připravoval na další výpravu na ISS. Společně s Edwardem Lu vzlétli v Sojuzu TMA-2 z Bajkonuru 26. dubna 2003, nahradili kolegy z Expedice 6 a na půl roku se zabydleli na stanici. V říjnu je vystřídali členové Expedice 8. Malenčenko s Luem přistáli v Kazachstánu 28. října 2003 po 184 dnech 22 hodinách a 46 minutách letu.
V září 2005 byl jmenován palubním inženýrem záložní posádky Expedice 14 (velitel Peggy Whitsonová), od května 2006 byla posádka Whitsonová, Malenčenko stanovena hlavní pro Expedici 16.

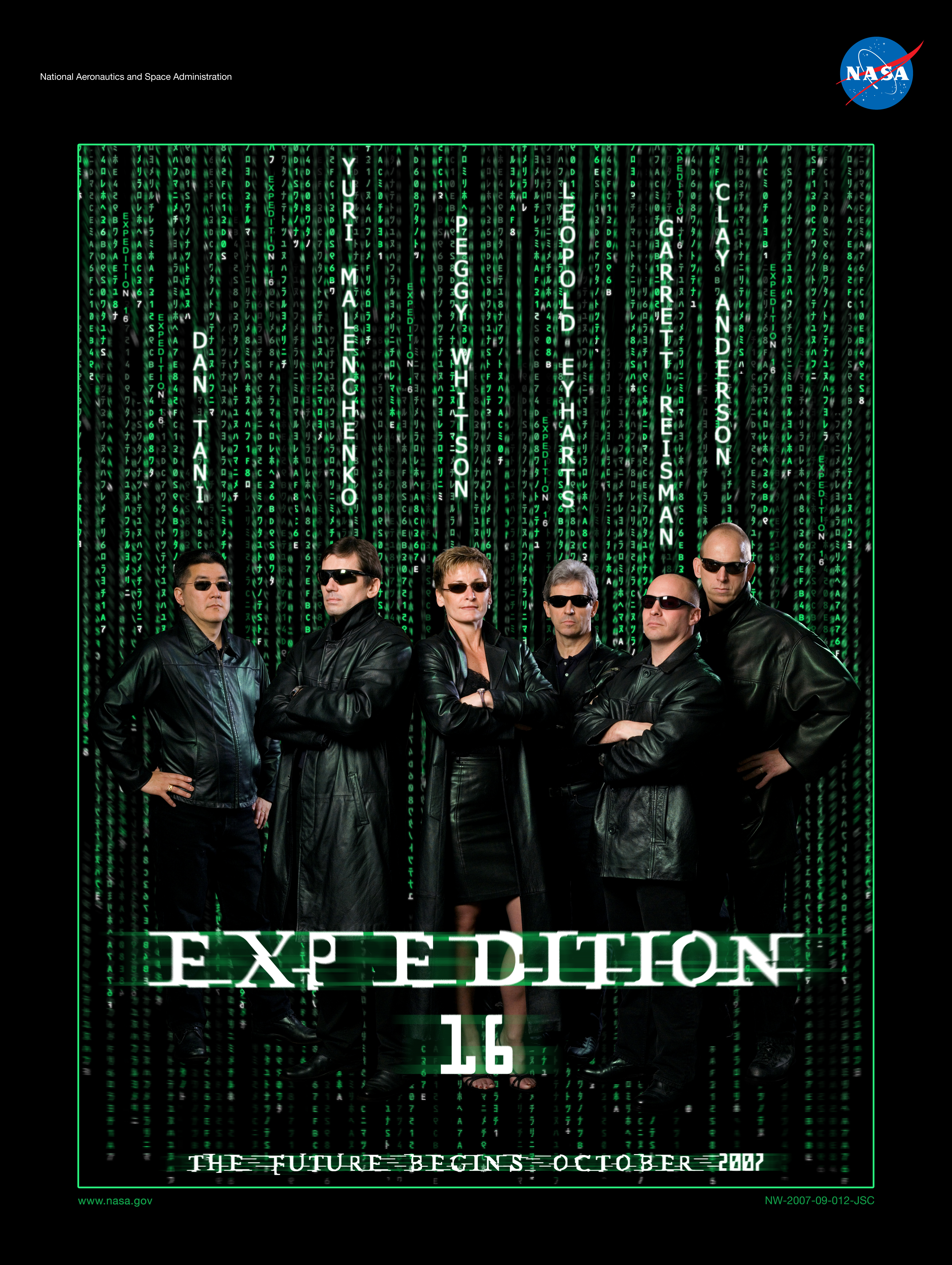
Plakát účastníků Expedice 16 ve stylu Matrixu

Whitsonová, Malenčenko a malajsijský kosmonaut Sheikh Muszaphar Shukor odstartovali 10. října 2007 v Sojuzu TMA-11. Po spojení s ISS během týdne přebrali stanici od Expedice 15. Fjodor Jurčichin a Oleg Kotov se s Shukorem vrátili na Zemi a členové Expedice 16 zůstali na stanici. Whitsonová s Malenčenkem přistáli 19. dubna 2008 po standardní půlroční misi trvající 191 dní 19 hodin a 13 minut.
Dne 27. července 2009 odešel z armády i (vojenského) oddílu kosmonautů Střediska přípravy kosmonautů (CPK). Koncem roku zažádal o znovupřijetí do (již civilního) oddílu, žádost byla posouzena příznivě a od 9. února 2010 byl opět kosmonautem CPK. Už v lednu se objevila neoficiální informace o jeho zařazení do záložní posádky Expedice 30 na ISS a hlavní posádky Expedice 32 a 33 s předpokládaným startem v květnu 2012.

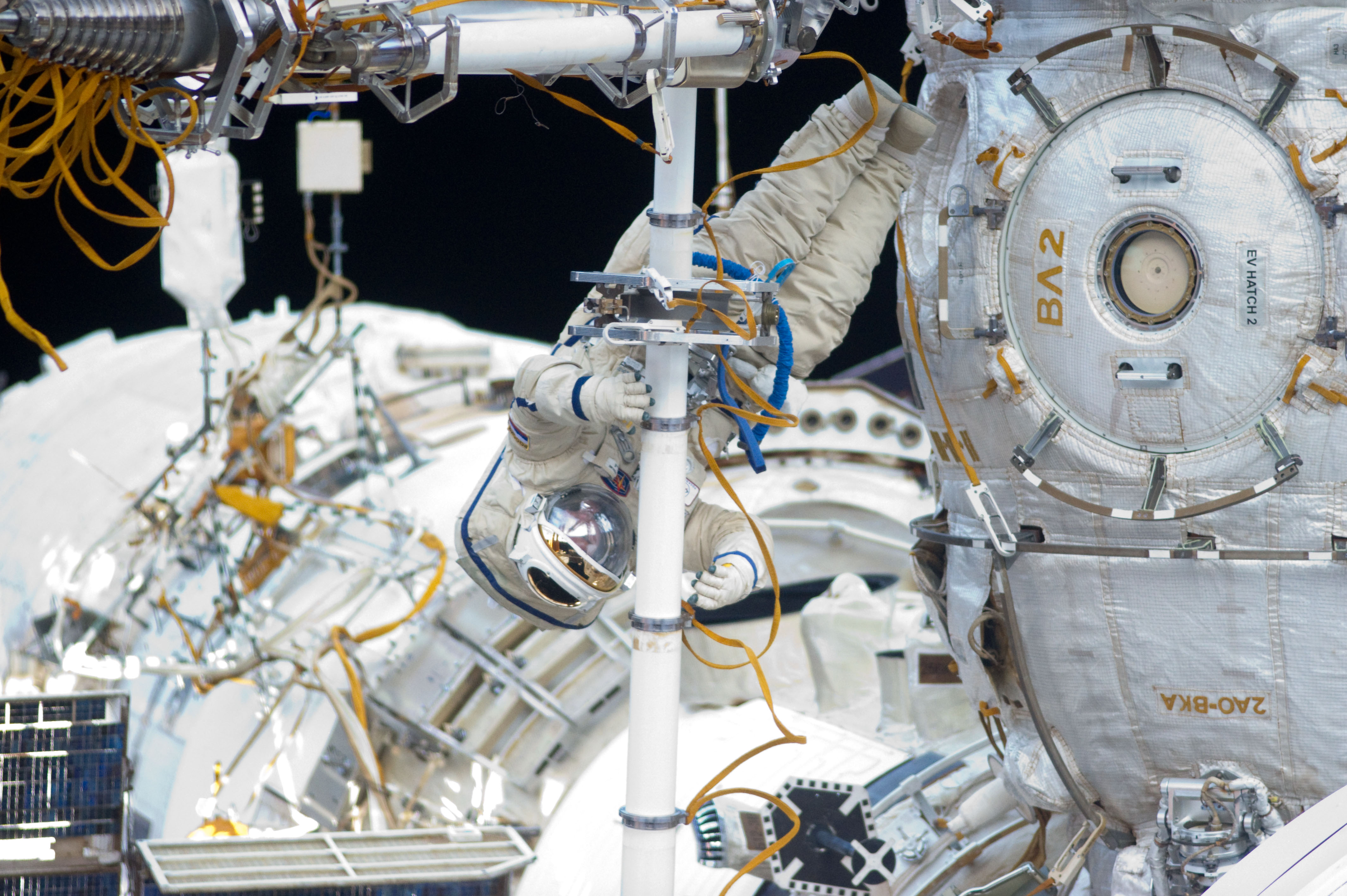
Jurij Malenčenko během výstupu na povrch Mezinárodní vesmírné stanice, 20. srpna 2012

Dne 15. července 2012 vzlétl k ISS jako velitel kosmické lodě Sojuz TMA-05M společně s Sunitou Williamsovou a Akihiko Hošidem Během letu s Gennadijem Padalkou jednou vystoupil na povrch stanice (na 6 hodin a 55 minut). Dne 18. listopadu 2012 v 22:26:03 UTC se Malenčenko s Williamsovou a Hošidem se Sojuzem TMA-05M odpojili od stanice a druhý den v 01:53:30 UTC přistáli v kazašské stepi severovýchodně od Arkalyku, Malenčenkův pátý let trval 126 dní, 23 hodin, 13 minut a 27 sekund.
V říjnu 2014 ho náčelník Střediska přípravy kosmonautů Jurij Lončakov jmenoval náčelníkem 1. správy střediska při zachování statusu kosmonauta. V nové funkci Malenčenko zodpovídal za přípravu kosmonautů, vědecký výzkum a práce ve vesmíru, hodnocení bezpečnosti kosmických letů. Funkci vykonával do listopadu 2015.
V prosinci 2014 nahradil Sergeje Zaljotina v Expedici 46/47 se startem v listopadu 2015, v létě 2015 odloženým na prosinec. Nosná raketa Sojuz FG se Sojuzem TMA-19M úspěšně odstartovala z Bajkonuru 15. prosince 2015, ke stanici se Sojuz připojil téhož dne po šestihodinovém letu, přitom kvůli problému s automatickým systémem sbližování musel Jurij Malenčenko převzít ruční řízení. Během letu uskutečnil (se Sergejem Volkovem) jeden výstup do vesmíru na povrch stanice. Na ISS žil a pracoval do 18. června 2016, kdy společně s Timothy Koprou a Timothy Peakem přistál v Sojuzu TMA-19M v kazašské stepi. Šestý Malenčenkův let trval 185 dní, 22 hodin, 11 minut a 30 sekund.
Během svých šesti letů provedl šest výstupů do otevřeného vesmíru o celkové délce 34 hodin a 50 minut; strávil ve vesmíru dohromady 827 dní, 9 hodin a 23 minut, což je druhý nejdelší čas pobytu člověka ve vesmíru, překonaný pouze Gennadijem Padalkou.
K 2. září 2016 odešel z oddílu kosmonautů a podruhé převzal vedení 1. správy CPK, avšak už 21. října přešel na místo prvního zástupce náčelníka CPK.
Jurij Malenčenko je podruhé ženatý, z prvního manželství má syna, druhý sňatek uzavřel 10. srpna 2003, v době kosmického letu; z druhého manželství má dceru.

## Vyznamenání

### Ruská vyznamenání
- Hrdina Ruské federace – 24. listopadu 1994
- Řád Za zásluhy o vlast IV. třídy – 2008[8]
- Řád Za zásluhy o vlast III. třídy – 22. května 2014
- Řád Za zásluhy o vlast II. třídy – 15. listopadu 2017 – za odvahu a vysokou profesionalitu projevenou během dlouhého kosmického letu na Mezinárodní vesmírné stanici[9][10]
- Vojenský záslužný řád – 2000
- Medaile za zásluhy ve výzkumu vesmíru – 12. dubna 2011 – za velké zásluhy v oblasti výzkumu, vývoje a využívání kosmického prostoru, mnoho let svědomité práce a aktivní aktivity pro společnost[11]

### Zahraniční vyznamenání
- Hrdina Kazachstánu – 12. ledna 1995
- Řád vlasti – Kazachstán, 12. ledna 1995
- NASA Space Flight Medal – USA